# Gouvernement Ecevit II
République de Turquie
Demirel IV Demirel V
Le gouvernement Ecevit II (en turc : 40. Türkiye Hükûmeti) est le 40e gouvernement de la république de Turquie entre le 21 juin et le 21 juillet 1977, sous la 16e législature de l'Assemblée nationale.
Il est dirigé par le social-démocrate kémaliste Bülent Ecevit, vainqueur des élections législatives à la majorité relative. Il succède au quatrième gouvernement de Süleyman Demirel et cède le pouvoir au gouvernement Demirel V au bout d'un mois, après avoir échoué à obtenir la confiance de l'Assemblée nationale.

## Historique du mandat
Ce gouvernement est dirigé par l'ancien Premier ministre social-démocrate kémaliste Bülent Ecevit. Il est constitué du seul Parti républicain du peuple (CHP), qui dispose de 213 députés sur 450, soit 47,3 % des sièges de l'Assemblée nationale.
Il est formé à la suite des élections législatives du 5 juin 1977.
Il succède donc au quatrième gouvernement de Süleyman Demirel, constitué et soutenu par une coalition quadripartite entre le Parti de la justice (AP), le Parti du salut national (MSP), le Parti républicain de la confiance (CGP) et le Parti d'action nationaliste (MHP).

### Formation
Le Parti républicain du peuple obtient au cours du scrutin une majorité relative. Le président de la République Fahri Korutürk confie à Bülent Ecevit, président du CHP, la charge de former le nouveau gouvernement turc.

### Succession
Lors du vote de confiance organisé le 3 juillet, le gouvernement Ecevit II reçoit seulement 217 voix pour et 229 voix contre. Il est remplacé près de trois semaines plus tard par le cinquième gouvernement de Süleyman Demirel, soutenu par entente tripartite entre le Parti de la justice, le Parti du salut national et le Parti d'action nationaliste.

## Composition
| Fonction                                                     | Titulaire | Titulaire             | Parti |
| ------------------------------------------------------------ | --------- | --------------------- | ----- |
| Premier ministre                                             |           | Bülent Ecevit         | CHP   |
| Vice-Premier ministre Ministre d'État                        |           | Orhan Eyüpoğlu        | CHP   |
| Vice-Premier ministre Ministre d'État                        |           | Turan Güneş           | CHP   |
| Ministre d'État                                              |           | Lütfi Doğan           | CHP   |
| Ministre d'État                                              |           | Yusuf Kenan Bulutoğlu | CHP   |
| Ministre de la Justice                                       |           | Selçuk Erverdi        | CHP   |
| Ministre de la Défense                                       |           | Hasan Esat Işık       | CHP   |
| Ministre de l'Intérieur                                      |           | Mustafa Necdet Uğur   | CHP   |
| Ministre des Affaires étrangères                             |           | Ahmet Gündüz Ökçün    | CHP   |
| Ministre des Finances                                        |           | Besim Üstünel         | CHP   |
| Ministre de l'Éducation nationale et de la Culture           |           | Mustafa Üstündağ      | CHP   |
| Ministre des Travaux publics                                 |           | Abdülkerim Zilan      | CHP   |
| Ministre du Commerce                                         |           | Ziya Müezzinoğlu      | CHP   |
| Ministre de la Santé et de l'Aide sociale                    |           | Celal Ertuğ           | CHP   |
| Ministre des Douanes et des Monopoles                        |           | Mehmet Can            | CHP   |
| Ministre de l'Alimentation, de l'Agriculture et de l'Élevage |           | Fikret Gündoğan       | CHP   |
| Ministre des Transports                                      |           | Erol Çevikçe          | CHP   |
| Ministre du Travail                                          |           | Ahmet Bahir Ersoy     | CHP   |
| Ministre de l'Industrie et des Technologies                  |           | Tarhan Erdem          | CHP   |
| Ministre de l'Énergie et des Ressources naturelles           |           | Neşet Akmandor        | CHP   |
| Ministre du Tourisme et de la Publicité                      |           | Altan Öymen           | CHP   |
| Ministre de la Construction et du Logement                   |           | Erol Tuncer           | CHP   |
| Ministre des Affaires rurales et des Coopératives            |           | Ali Topuz             | CHP   |
| Ministre des Forêts                                          |           | Vecdi İlhan           | CHP   |
| Ministre de la Jeunesse et des Sports                        |           | Yüksel Çakmur         | CHP   |
| Ministre de la Sécurité sociale                              |           | Hayrettin Uysal       | CHP   |